# Fatmire Alushi
Fatmire Alushi z domu Bajramaj (ur. 1 kwietnia 1988 w Istoku, Kosowo) – niemiecka piłkarka grająca na pozycji pomocnika, mistrzyni świata z 2007, brązowa medalistka z Pekinu. Zdobywczyni trzeciego miejsca w plebiscycie Złotej Piłki w 2010 roku.

## Życiorys
Alushi urodziła się jako drugie dziecko Ismeta i Ganimety. Ma dwójkę rodzeństwa: starszego i młodszego brata. Wraz z rodziną przeniosła się do Niemiec 1993 roku do miejscowości Remscheid. W październiku 2009 roku opublikowała autobiografię pt. Mein Tor ins Leben – Vom Flüchtling zur Weltmeisterin (pl. Moja Brama – Od uchodźcy do Mistrza Świata). 7 grudnia 2012 została odznaczona Orderem Zasługi Nadrenii Północnej-Westfalii. 10 grudnia 2013 roku wyszła za mąż za piłkarza Enisa Alushi.

## Kariera piłkarska

### Kariera klubowa
Alushi rozpoczęła karierę w klubie DJK/VfL Giesenkirchen. Od 1997 do 2004 roku grała w FSC Mönchengladbach. Pierwszym seniorskim klubem zawodniczki był FCR 2001 Duisburg. We wrześniu 2004 roku zadebiutowała w Bundeslidze, a miesiąc później zdobyła pierwszą bramkę w najwyższej klasie rozgrywkowej Niemiec. W tym klubie cztery razy z rzędu zdobyła wicemistrzostwo Niemiec w latach 2005–2008. W sezonie 2008/2009 zdobyła z klubem podwójną koronę zwyciężając w rozgrywkach o Puchar Niemiec oraz Puchar UEFA. Rok później już w drużynie 1. FFC Turbine Poczdam powtórzyła sukces w europejskich pucharach zwyciężając już w nowych rozgrywkach UEFA – Lidze Mistrzów kobiet. W finałowym meczu zdobyła bramkę w serii rzutów karnych. W czasie gdy była zawodniczką klubu z Poczdamu zdobyła również dwukrotnie w sezonach 2009/2010 oraz 2010/2011 mistrzostwo Niemiec. Przed sezonem 2011/2012 przeszła do 1. FFC Frankfurt. Transfer do tego klubu był najwyższym transferem w historii ligi. W połowie czerwca 2014 roku przeniosła się do francuskiego Paris Saint-Germain.

### Kariera reprezentacyjna
W seniorskiej reprezentacji Niemiec zadebiutowała w październiku 2005 roku w meczu przeciwko Szkocji. Rok później zdobyła tytuł mistrza Europy do lat 19, zdobywając w meczu przeciwko Belgii bramkę z rzutu karnego. W 2006 podczas mistrzostw świata U-20 uczestniczyła we wszystkich czterech spotkaniach, zdobywając trzy bramki i awansując z reprezentacją Niemiec do ćwierćfinału.
W swoim pierwszym turnieju mistrzostw świata zdobyła złoty medal grając jako rezerwowa w czterech spotkaniach w tym w meczu finałowym. Rok później na igrzyskach w Pekinie zdobyła brązowy medal. W 2009 roku w Finlandii zdobyła swój pierwszy tytuł mistrzyni Europy, zdobywając na nich trzy bramki. Cztery lata później w Szwecji powtórzyła ten sukces. 8 maja 2014 roku w meczu przeciwko Słowacji zdobyła swój pierwszy hattrick podczas występów w seniorskiej reprezentacji.

## Sukcesy

### Klubowe
FCR 2001 Duisburg
- Puchar UEFA: 2008/2009
- Bundesliga: srebrny medal 2004/2005, 2005/2006, 2006/2007, 2007/2008
- Puchar Niemiec: 2008/2009; finalistka 2006/2007

Turbine Potsdam
- Liga Mistrzów UEFA Kobiet: 2009/2010
- Bundesliga: 2009/2010, 2010/2011

FFC Frankfurt
- Liga Mistrzów UEFA Kobiet: finalistka 2011/2012
- Puchar Niemiec: finalistka 2011/2012

### Narodowe
- Mistrzostwa Świata: Zwycięstwo (1) 2007
- Mistrzostwa Europy: Zwycięstwo (2) 2009, 2013
- Brązowy medal igrzysk olimpijskich: 2008
- Mistrzostwa Europy U-19: Zwycięstwo (1) 2006

### Indywidualne
- Niemiecka piłkarka roku: 2011
- Srebrny Liść Laurowy: 2007
- Złota Piłka FIFA: trzecie miejsce 2010